# Jerome Isaac Friedman
Jerome Isaac Friedman (n. 28 martie 1930, Chicago, Illinois, SUA) este un fizician evreu-american, laureat al Premiului Nobel pentru Fizică în 1990, împreună cu Henry Way Kendall și Richard Taylor, pentru cercetările de pionierat privind împrăștierea inelastică în profunzime a electronilor pe protoni și neutroni legați, cercetări esențiale pentru dezvoltarea modelului quarkurilor din fizica particulelor.